# Montanha (kommun)
Montanha är en kommun i Brasilien.   Den ligger i delstaten Espírito Santo, i den sydöstra delen av landet, 900 km öster om huvudstaden Brasília. Antalet invånare är 17 854.
Följande samhällen finns i Montanha:
- Montanha

Omgivningarna runt Montanha är huvudsakligen savann. Runt Montanha är det glesbefolkat, med 8 invånare per kvadratkilometer.